# Allahina
Allahina es una ciudad y comuna del círculo de Nara, región de Kulikoró, Mali. Su población era de 11.673 habitantes en 2009.